# Maccu

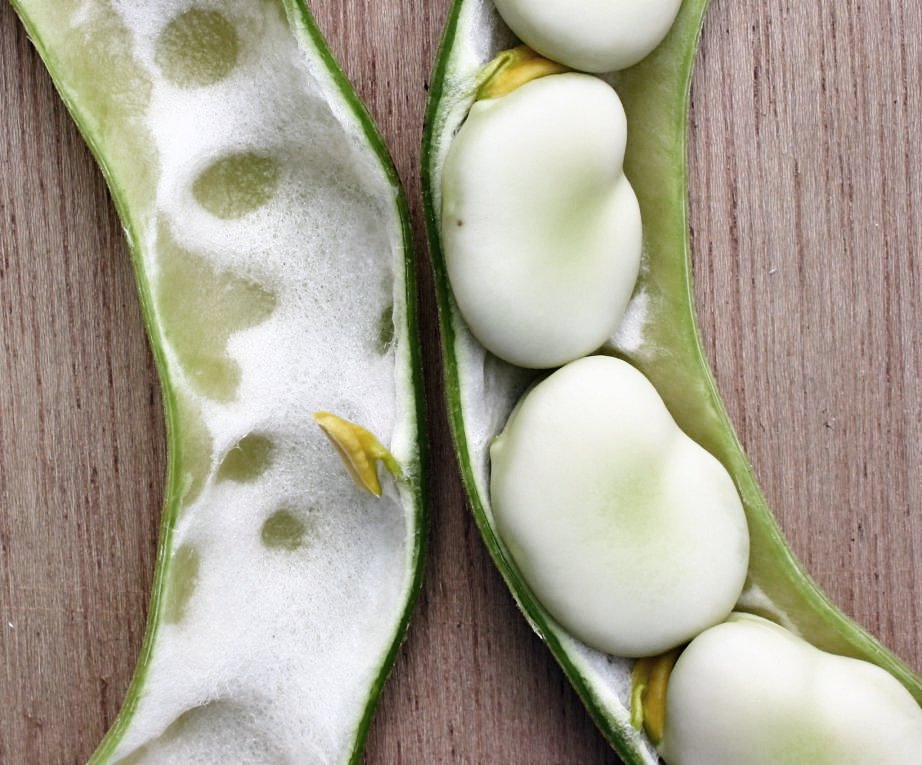
Fava Alubias (aquí frescos y en la vaina, más que secado) es un ingrediente primario de maccu.

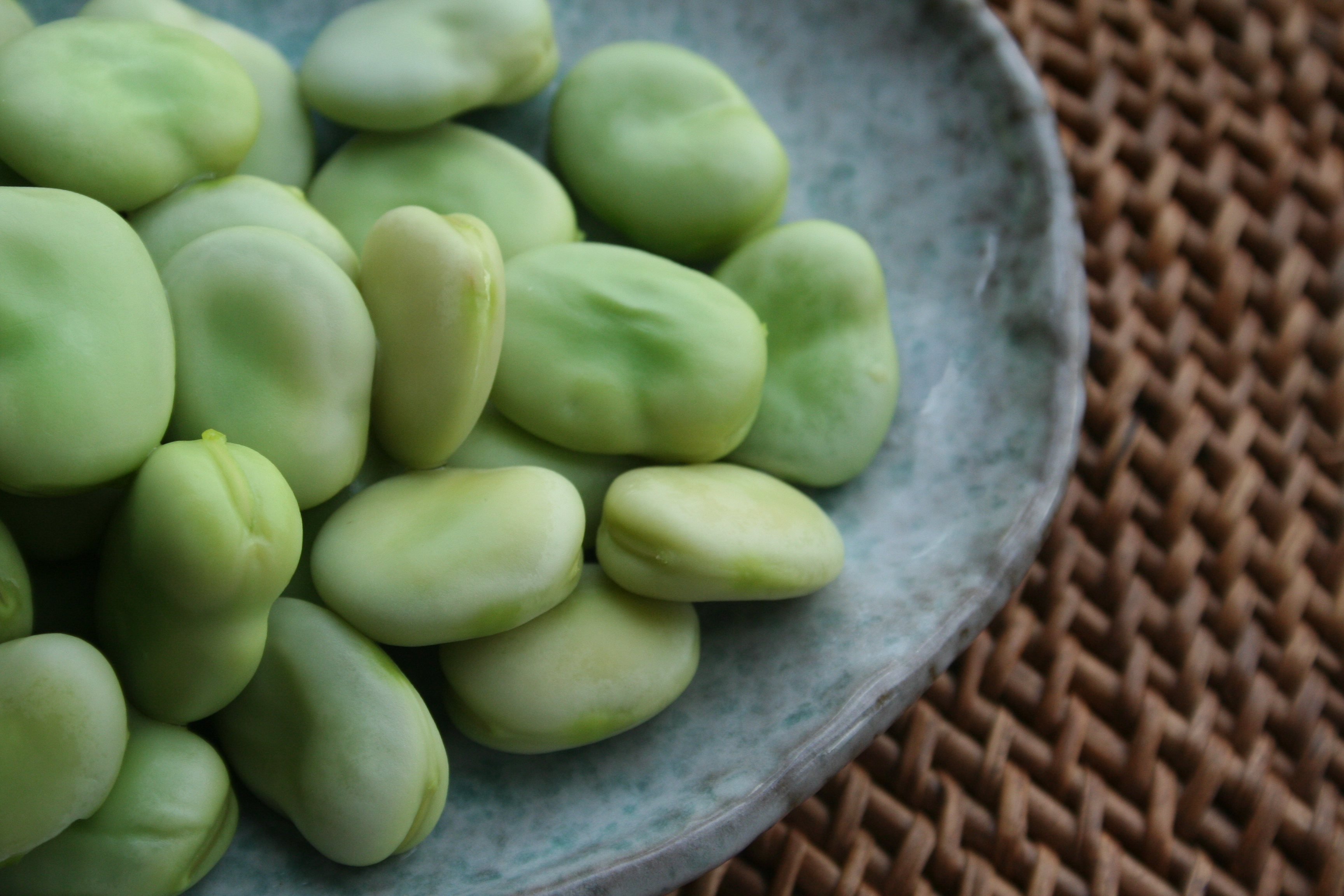
Habas frescas, peladas y al vapor

Maccu (también conocido como maccu di fave, y algunas veces llamado macco) es una sopa siciliana y también un alimento que se prepara con habas secas y trituradas e hinojo como ingredientes primarios. Existen varios platos que utilizan maccu como alimento, como Bruschetta al maccu y Maccu di San Giuseppe, el último de los cuales se puede servir el día de San José en Sicilia.

## Historia
Maccu es un alimento campesino y alimento básico que se remonta a la historia antigua. El pueblo romano pudo haber inventado o introducido el producto alimenticio, que fue creado a partir de habas trituradas. Aunque el maccu en la época contemporánea en Sicilia es generalmente poco frecuente, todavía se sirve ocasionalmente en restaurantes allí. 

## Ingredientes y preparación
Los ingredientes principales incluyen habas, semillas y ramitas de hinojo, aceite de oliva, sal y pimienta. Los ingredientes adicionales pueden incluir tomate, cebolla y pasta. La sopa a veces se enfría hasta que solidifica, luego se corta en tiras, se empaniza en harina y se fríe en aceite de oliva. Algunas preparaciones de maccu pueden usar habas que se han hecho puré.

## Platos que usan maccu

Pasta cco Maccu, un plato típico siciliano

La bruschetta al maccu es un plato sencillo preparado con bruschetta y maccu que se puede servir como aperitivo o almuerzo.
Maccu di San Giuseppe (español: Maccu de San José) es un plato tradicional siciliano que consta de varios ingredientes y maccu. El plato se suele preparar el día de San José en Sicilia, para limpiar las despensas y dejar espacio para las nuevas cosechas de verduras de la primavera. En Sicilia, San José es considerado por muchos como su santo patrón, y en muchas comunidades italoestadounidenses, se agradece a San José (San Giuseppe en italiano ) por prevenir una hambruna en Sicilia durante la Edad Media. Según la leyenda, hubo una sequía severa en ese momento, y la gente rezó para que su santo patrón les trajera lluvia. Prometieron que si respondía a sus oraciones, prepararían un gran banquete para honrarlo. Llegó la lluvia y la gente de Sicilia preparó un gran banquete para su santo patrón. La haba fue el cultivo que salvó a la población del hambre y es una parte tradicional de los altares y tradiciones del Día de San José. Dar comida a los necesitados es una costumbre del día de San José.
Rigatoncini con maccu di fave es un plato siciliano preparado con pasta Rigatoncini (una versión más pequeña de rigatoni) y pasta de habas.